# Passo Cereda
Il passo Cereda (Zarèda in dialetto primierotto) è un valico alpino del Trentino situato ad un'altezza di 1.369 m s.l.m. Vi transita la strada statale 347 che collega la valle del Primiero alla valle del Mis, ed in particolare il comune di Primiero San Martino di Castrozza (all'interno del quale si trova il passo) ed il comune di Sagron Mis.

## Descrizione
In prossimità del valico nasce il torrente Cereda, che scende verso la valle del Primiero, immettendosi nel torrente Canali prima di arrivare a Tonadico. A nord del passo si può vedere la parte terminale delle Pale di San Martino, con il monte Dalaibòl, mentre a sud c'è il gruppo del Cimonega con il Piz Sagron ed il Sass de Mura.
Per quanto riguarda l'attività turistica sul luogo, sono presenti un rifugio ed un ristorante ed alcune colonie, in inverno è possibile praticare lo sci da fondo e lo sci alpino. In estate il passo può essere il punto di partenza o di arrivo per escursioni in montagna. A poca distanza dal passo, in una radura in località Frate, si trova la chiesetta di Santa Rita, un tempo in legno ma dopo il suo incendio venne ricostruita in muratura.
Il passo si trova lungo il percorso dell'alta via n. 2 delle Dolomiti ("Altavia delle Leggende"), che collega Bressanone (Alto Adige) a Feltre (provincia di Belluno).